# Rolf Hauser
Rolf Hauser (* 10. Februar 1923) ist ein ehemaliger deutscher Fußball- und Handballspieler.

## Karriere
Rolf Hauser spielte zuerst bei der Turngemeinde Esslingen Fußball und war von 1945 bis 1948 in der Oberliga Süd, bei den Stuttgarter Kickers sowie der TSG Ulm 46 aktiv.
Für die Kickers hütete Hauser in 2 Saisons sechsmal das Tor und für die TSG Ulm absolvierte er ein Spiel.
Des Weiteren war Hauser nach seiner Zeit als Fußballer auch als Handballspieler aktiv. Dabei spielte er 10 Jahre lang erfolgreich Handball in der ersten Mannschaft der Stuttgarter Kickers. In dieser Zeit absolvierte Rolf Hauser auch ein Länderspiel für Deutschland am 29. September 1952 gegen die saarländische Nationalmannschaft. Nach seiner Zeit in Stuttgart spielte Hauser noch für den TSV Rottweil und den TB Esslingen.